# Dyrene i Hakkebakkeskoven (film)
Dyrene i Hakkebakkeskoven er en norsk børnefilm fra 2017, instrueret af Rasmus A. Sivertsen. Den bygger på den norske forfatter og illustrator Thorbjørn Egners børnebog af samme navn.

## Medvirkende
- Emil Birk Hartmann som Klatremusen Claus (stemme)
- Pilou Asbæk som Morten Skovmus (stemme)
- Lars Mikkelsen som Mikkel Ræv (stemme)
- Asger Reher som Bagermester Harepus (stemme)
- Mathias Sprogøe Fletting som Bagerlærling (stemme)
- Birthe Kjær som Bedstemor Mus (stemme)
- Mette Lindberg som Dansemus (stemme)
- Ulf Pilgaard som Bamsefar (stemme)
- Lisbet Dahl som Bamsemor (stemme)
- Louis Toftgaard Tychsen som Brumlemand (stemme)
- Bodil Jørgensen som Menneske 1 (stemme)
- Niels Olsen som Menneske 2 (stemme)
- Jan Martin Johnsen som Hannibal (stemme)
- Casper Crump som Peter Pindsvin (stemme)
- Peter Zhelder som Elgen & Kragen (stemme)
- Nicolas Bro som Egern-Jensen (stemme)
- Marie Dietz som Egernbarnet Lise (stemme)
- Carl-Emil Lohmann som Egernbarnet Per (stemme)
- Lucas Lomholt Lohmann som Egernbarnet Tom (stemme)